# Акколь (озеро, Алматинская область)
Акколь — озеро в Талгарском районе Алматинской области Казахстана. Расположено в верховьях ущелья Иссык на высоте 3111,7 м. Объём озера - 0,0034 км³.

## История
Существуют два варианта перевода топонима: «Белое озеро» и «Проточное озеро».

## Описание
Озеро образовано подпруживанием долины реки Кокбулак, древней мореной и обвалом. Протяжённость водоема в длину — 600 м в ширину 300 м. Глубина совсем небольшая — в среднем 3 м, но не более 5 м. Вода в озере имеет лазурный оттенок из-за взвесей, приносимых речкой, берущей начало у ледников Лобастый, Кокбулак и Двухлопастной. Таким образом, озеро питается ледниковыми и талыми снежными водами. Поверхностного стока озеро не имеет, сток воды подземный в моренных отложениях, который через 3 километра вскрывается на дне озера Бозколь (Серое озеро).
Возраст озера составлял 250—300 лет на 1948 год.

## Охрана и среда
На Акколе проводятся превентивные мероприятия, которые включают устройство сифонов для откачки воды и эвакуационных земляных каналов для сброса воды. Имеется пост службы наблюдения и оповещения ГУ «Казселезащита».